# Madaya
Madaya é uma cidade na Divisão de Mandalay na região central de Mianmar. É a sede de Madaya Township. Situa-se junto à Rodovia Nacional 31. Lamaing situa-se logo a sudeste. O rio Madaya na área está conectado ao canal de Mandalay, e cruza o município de Madaya diagonalmente por cerca de 30 quilômetros e se junta ao rio Irauádi.

## História
No século XVI, os gwe shans construíram uma paliçada na vila de Okpo. Em 1 de outubro de 1886 foi reportado que havia uma pequena guarnição nativa em Madaya e na vizinha Lamaing e que a cidade foi alvo de invasão do mesmo mês.